# Sei Kamah II
Sei Kamah II is een bestuurslaag in het regentschap Asahan van de provincie Noord-Sumatra, Indonesië. Sei Kamah II telt 3127 inwoners (volkstelling 2010).